# Grindelia rupestris
Grindelia rupestris là một loài thực vật có hoa trong họ Cúc. Loài này được A.Bartoli, R.D.Tortosa & E.Marchesi mô tả khoa học đầu tiên năm 1996.